# گونجور
گونجور (به لاتین: Gunjur) یک منطقهٔ مسکونی در گامبیا است که در West Coast Division واقع شده‌است. گونجور ۱۷٬۵۲۰ نفر جمعیت دارد.